# Saša Stamenković
Saša Stamenković (in serbo Саша Стаменковић?; Kragujevac, 5 gennaio 1985) è un calciatore serbo, portiere del Mladost Lučani.

## Carriera

### Club
Inizia la carriera di professionista nel 2001 nelle file del Radnički Kragujevac, passando poi al Napredak Kruševac, venendo infine ingaggiato, nell'estate del 2008, dalla Stella Rossa di Belgrado. Da molti viene considerato il nuovo Aleksandar Stojanović. Il 6 giugno 2011, passa alla squadra azera del Neftçi Baku.

### Nazionale
Ha partecipato alle XXIX Olimpiadi con la nazionale olimpica serba.

## Palmarès

### Club

#### Competizioni nazionali
- Coppa di Serbia: 1

Stella Rossa: 2009-2010
- Campionato azero: 2

Neftçi Baku: 2011-2012, 2012-2013